# Рощинский (Башкортостан)
Ро́щинский  (баш. Рощинский) — село в Стерлитамакском районе Республики Башкортостан Российской Федерации. Административный центр Рощинского сельсовета.  Согласно переписи 2020 года население составляло 2003 человека.

## География

### Географическое положение
Расстояние до:
- районного центра (Стерлитамак): 15 км,
- ближайшей ж/д станции (Стерлитамак): 18 км.

## История
Ранее село являлось посёлком, оно было построено для работников свиноводческого комплекса.

## Население
| 2002  | 2009  | 2010  | 2012  | 2013  | 2014  | 2016  |
| ----- | ----- | ----- | ----- | ----- | ----- | ----- |
| 1757  | ↗1990 | ↘1957 | ↗1982 | ↗1998 | ↘1989 | ↗2010 |
| 2017  |       |       |       |       |       |       |
| ↘1995 |       |       |       |       |       |       |

Преобладающие национальности — русские (27 %), татары (27 %).

## Религия
В селе есть православная церковь Михаила Архангела и мечеть.